# Paul Coudsi
Paul Coudsi, né le 24 février 1953 à Paris, est un réalisateur de films d'animation et de jeux vidéos, artiste plasticien, graphiste, illustrateur, auteur, metteur en scène et photographe.

## Biographie
Paul Coudsi naît en 1953 à Paris.
Depuis 1983, il réside à Montpellier[source insuffisante] dans le sud de la France.
Il est marié à la chanteuse brésilienne Sonia Bessa.
Il dessine par ordinateur, et réalise des CD-ROM et des films d'animation. Il crée des livres pour enfants.

## Animation et image numérique
Il choisit de se lancer dans la réalisation de films d'animation en 1978, après avoir renoncé au militantisme[Lequel ?] et à sa profession de journaliste[réf. nécessaire]. Il fait ses premiers pas dans le film d'animation avec « une bande de docteurs fous et géniaux du trucage et des effets spéciaux sur plateau, spécialisés dans le film publicitaire ».
Durant trois ans, entre 1983 et 1986, il dirige et anime l'atelier des nouvelles images du Vidéo Animation Languedoc (VAL)[réf. nécessaire].
Son court-métrage Le Stylo, co-réalisé avec Daniel Borenstein, reçoit le "Premier prix Pixel-Ina d'animation 3D" au forum international des images de synthèse Imagina 1988.
En 1990, il réalise son sixième film d'animation, Réveil, qui mêle prises de vues réelles et incrustations d'images 3D.
En 2012, il est réalisateur sur le film d'animation Flamenco, avec le dessinateur Eddie Pons,.

### Jeux vidéos et interactifs
En 1999, il monte la société Poucet Productions dont le projet est de réaliser et commercialiser le jeu vidéo « Les Pimpouces » à destination des 6-99 ans, un jeu tout en 3d. La société Poucet Production reçoit deux Prix de l'Anvar pour l'innovation, en 2000 et 2001[source secondaire souhaitée],, mais fait faillite en 2003.

### Activités de spectacles vivants et concerts lectures
Pour le récit de voyage illustré « Voyage d’été, l'hiver à Niteroi », Paul Coudsi s'inspire de trois semaines passées au Brésil en 2013, alors qu'il accompagnait sa compagne Sonia Bessa à l'un de ses concerts. Le livre est présenté au public comme un concert-lecture, mêlant musicalité, littérature et métissage franco-latino. Le récit de voyage illustré et musical est également le support de toute une série d'exposition et concert lectures sur Montpellier et ses environs.
En 2017, Paul Coudsi retrouve 150 photos oubliées et dont il avait réalisé les tirages argentiques à Paris entre 1977 et 1983, période qui constitue un tournant décisif dans la carrière l'artiste[source secondaire souhaitée]. Le livre peut être lu seul, il est parfois accompagné d'une lecture musicale associée à l'exposition d'une partie des photos du livre[source insuffisante],.
Dans La frontière des vagues, publié en novembre 2019, Paul Coudsi compose un ouvrage de onze histoires appartenant à différents genres littéraires. La BD de 36 planches a fait l'objet d'une exposition à la Maison pour tous Melína Mercoúri à Montpellier.

### Maquettes, illustrations et vidéo-clip
En parallèle à son activité de réalisateur de films d'animation Paul Coudsi travaille, de 2008 à 2018, en tant que maquettiste de presse et webmaster pour le journal économique en Occitanie : la Lettre M[source secondaire souhaitée] et réalise des vidéo-clips[source secondaire souhaitée] ainsi que des visuels d'albums[source secondaire souhaitée] en collaboration avec des acteurs du monde de la musique[Qui ?]. Il crée aussi des maquettes et illustrations pour des recueils[source insuffisante].

## Publications

### Filmographie
- 1981 : Paul Coudsi, Douce vie (nom provisoire du film Nuit) (Dossier no 144), Paris, Grec / Ina, coll. « archives institutionnelles », 1981 (présentation en ligne).
- 1982 : Paul Coudsi et Thierry Poquet (musique), Nuit (5e festival du court métrage de Clermont-Ferrand 1983), Paris, Grec / Ina, 1982, 35 mm couleur (9 min) (présentation en ligne, lire en ligne ).
- 1984 : Paul Coudsi, Tintin à Montpellier (animation réalisée sur Graph8 [Xcom]), Montpellier, Vidéo Animation Languedoc (VAL), 1984, PAL U-matic (7 min) (OCLC 743157402, « Disponible », sur YouTube).
- 1987 : Paul Coudsi et Christophe Héral (musique), Portraits 1 et 2, Saint-Laurent-le-Minier, La Fabrique, 1987, 2 films 35 mm couleur de 2 minutes chacun (4 min) (OCLC 743076547, présentation en ligne, « Disponible », sur YouTube).
- 1988 : Daniel Borenstein (3D Explore), Paul Coudsi et Georges Pansu (producteur), Stylo, Paris, Eurocitel, 1988, film 35 mm couleur (2 min) (OCLC 743132910, présentation en ligne, « Disponible », sur YouTube).
- 1989 : Paul Coudsi et Daniel Borenstein (Vidéoperette, spectacle de Michel Jaffrennou), Ariane et le Minotaure, Paris, CNC, 1989, 1 min (« Disponible », sur YouTube ).
- 1990 : Paul Coudsi et Georges Pansu (producteur), Réveil, Paris, Eurocitel, 1990, film 35 mm couleur.(2 min) (présentation en ligne, « Disponible », sur YouTube).
- 1991 : Paul Coudsi et Jean-Noël Cuenot (graphisme) (d’après un poème de Robert Desnos), Pélican, Montpellier, Production Média6, 1991, (1 min 10 s) (« Disponible », sur YouTube).
- 1992 : Paul Coudsi, Colipito Ripatalo : série télévisuelle pour les enfants, Montpellier, Média6, Echo et France 3, 1992, 13 épisodes de (5 min 36 s) (présentation en ligne, « Disponible », sur YouTube).
- 1993 : Gnoz, film 3D avec Pygmée Production.
- 1995 : « Les M&M's avec Yannick Noah » [vidéo], sur YouTube France, Mars Incorporated / Bates, 1995 (consulté le 15 juin 2022).
- 1986 : Paul Coudsi, Jean-Pierre Sanchez, Hubert Roy et Christophe Héral, Le nu : méthode de peinture (Beaux-arts), Montpellier, Vidéo animation Languedoc, 1986, VHS (56 min) (OCLC 691409064, BNF 38477196, présentation en ligne, lire en ligne).
- 2012 : Eddie Pons, Paul Coudsi et Roé (musique), Flamenco (Série de dessins animés), Saint-Laurent-le-Minier, La Fabrique production, 2012, 52 × 1 min (présentation en ligne).
- 2021 : Paul Coudsi et Sonia Bessa (chant), Flip Flap à Palavas, Palavas-les-Flots, compte d'auteur, 2021, 5 min 6 s (présentation en ligne, « Disponible », sur YouTube), diffusion Internet et festival.

### Multimédia
- 1998 : [CD-ROM] Francis Solé (dir.), Jean-Claude Garrouste (dir.), Paul Coudsi, Rémi Valantin et Phaestos, La chasse aux gaffous (CD-ROM et fascicule), Carcassonne, CPAM de l'Aude, coll. « support ludo-éducatif en direction des écoles primaires », 1998, 12 cm (OCLC 492483011, BNF 38411059).
- 2014 : [Multimédia] Paul Coudsi et Sônia Bessa (chant), Voyage d'été… l'hiver à Niterói (disque compact [18 min 23 s]), Montpellier, Éditions Tapuscrits, coll. « Voyages », 2014, 103 p., 24 cm (ISBN 979-10-94418-01-7, OCLC 930916643, BNF 44274893).
- 2019 : [Multimédia] Paul Coudsi et Sônia Bessa (chant), La frontière des vagues : onze contes, nouvelles et récits emboîtés (disque compact [24 min 15 s]), Montpellier, auto-édition, 2019, 184 p., 28 cm (ISBN 978-2-9570256-0-2, OCLC 1198969069, BNF 46554973).

### Ouvrages
- 1997 : L'après-midi de Barbouille, Paris, Ed. du Débarcadère, 1997, 40 p., 16 × 21 cm (OCLC 249586437)[2].
- 2000 : Stradivarius : un conte en 8 dessins, Paris, Éditions du Perce-Oreille, 2000, 10 p. (OCLC 249586469)[2].
- 2022 : Photos tirées d’un cagibi : 1977-1983 (Livre d’artiste), Montpellier, éditions Ubik-Art, 2022, 274 p., 21 × 28 cm (ISBN 978-2-492283-25-3, présentation en ligne, lire en ligne ).

## Distinction
- 1988 : Stylo, animation 3D. Réalisée en co-scénarisation et réalisation avec Daniel Borenstein[21], a été nommé en 1989 aux Césars[3].

### Articles de presse
- Philippe Pierre-Adolphe, « Nuit », Banc Titre Animation Stand, Paris, no 25,‎ 1983.
- « Tintin à Montpellier », B.Ock Magazine, Montpellier,‎ octobre 1984.
- Patrick Fouque, « non indiqué », Vidéopro magazine, Paris, pub. Lizanen, no 11,‎ 1984, p. 40-44.
- « Siggraph'88 : numéro spécial », Magazine Tech Images, Paris,‎ 1988, p. 9 et 17.
- « Imagina septième », BAT (Bon À Tirer), l'aventure de la communication, Paris, no 104,‎ 1988, p. 30-31.
- « non indiqué », Cahiers du cinéma, Paris, Le journal des Cahiers du cinéma, no 81,‎ 1988, p. 4.
- « Avec le VAL, les lucarnes ouvertes sur le pays », Midi libre, Montpellier,‎ 1986.
- « Poucet voudrait devenir l’ogre du jeu modulaire », Midi libre, Montpellier,‎ 1999.
- Valérie Froger, « Paul Coudsi a conçu un logiciel pour les enfants », Défis Magazine, Paris,‎ 2015.
- « Voyage secret avec Sonia Bessa et Paul Coudsi », Midi libre, Montpellier,‎ 2013.